# レズビアン風俗
レズビアン風俗（レズビアンふうぞく）または女性間風俗（じょせいかんふうぞく）とは、女性客を対象に女性キャストが接客する風俗店。一般にはレズ風俗（レズふうぞく）として知られるが、客はレズビアンを自認する女性に限定されない。

## 呼称
ゲイ風俗店で勤務経験があるライターの富岡すばるは2020年の週刊現代への寄稿で、「レズ風俗」という語に含まれる「レズ」の差別的蔑称としての側面に触れ、蔑称がメジャー化することへの危機感を示している。対話型レズ風俗「Relieve」オーナー兼キャストの橘みつによれば、「レズ風俗」という呼称は業態が生じた2010年頃につけられた女性間風俗の俗称であり、2010年代後半からは「レズ風俗」という呼称が市民権を獲得するようになった（後述）。2021年の週刊現代で橘は「レズ」という語に性消費対象としての蔑称のニュアンスが含まれること、レズビアンを自認する女性だけが利用・労働している業態ではないことなどから、「”レズ”風俗という語が、緩やかに別の語に置き換わってゆく流れを作るべく」、女性間風俗という表記で寄稿している。
こういった潮流について「レズっ娘クラブ」グループ開業者の御坊（おぼう）は、「レズ風俗」という用語が差別を助長しているという認識に反対し、「レズ風俗」という言葉を使わなくしたからといって女性同性愛や女性同性愛者への差別や偏見は無くならないという認識を示している。御坊は「レズ」「レズビアン」はアダルト業界においては女性同士の性的行為を意味する動詞あるいは形容詞的にも用いられているとし、レズビアン当事者を指す言葉としては用いないようにグループとして注意喚起している。なお、御坊は「レズ風俗」の商標登録を特許庁に出願したが、「広く一般に使用されており、識別力がない」として却下されている。

## 経緯

### 黎明期
「レズっ娘クラブ」がレズビアン風俗の“老舗店”とされている。ただし、開業者の御坊は「僕がレズ風俗を作ったわけではない」と発言している。「レズっ娘クラブ」が開業した2007年頃は同業種の風俗店は少なく、「都内に2件と、名古屋に1件あったくらいで、大阪にはなかった」という。御坊がブログに公開した調査によれば、2004年12月2日刊行のレズビアン雑誌『カーミラ（Carmilla）』のVol.6にはQ&A形式のコーナーで「お金払ってプロのレズによる素晴らしいサービスを受けられるなら、アタシはいくらでも払うな。（中略）レズ風俗、カモン！！」というかたちですでに「レズ風俗」の用法が確認できる。また、「レズっ娘クラブ」開業時に3軒存在した同業種の風俗店のうちの一店「fairy」の体験レポートでは「女の子フーゾク」という呼称が用いられており、『カーミラ』誌上には同業種の風俗店の広告も掲載されていることから、「レズ風俗」という呼称が確立していなくとも「レズっ娘クラブ」以前に同業種の風俗店はすでに存在したことが確認できる。御坊は「レズ風俗」について「誰でも思いつく呼称（業種名）だった」としている。

### 大衆化
2010年代になると、女性を対象に女性キャストが接客する業態の風俗店はSNSを中心に話題となったエッセイ漫画によって周知され、注目を集めるようになった。橘によれば2010年代後半からは、「レズ風俗」という呼称が利用者によるルポルタージュやそれを取り上げた記事によって知名度を上げ、市民権を獲得するようになった。レズ風俗について取り上げた永田カビによるコミックエッセイ『さびしすぎてレズ風俗に行きましたレポ』は2015年にpixivで「女が女とあれこれできるお店へ行った話」として公開した作品を加筆修正したもので、2016年6月にイースト・プレスから刊行。2016年12月時点でpixivの閲覧数は480万以上、単行本も累計部数18万部とヒットを記録し、内容についても好意的な反響を集めた。「LGBT」が大きな社会ワードとして認知されるようになったのもこの時期と一致し、例えば渋谷区の「パートナーシップ証明」が開始したのも2015年である。『さびしすぎてレズ風俗に行きましたレポ』は「ティアラ 大阪店」（「レズっ娘クラブ」グループ系列店）での経験が描かれている。作品の影響は大きく、人気キャストが抜けて経営が悪化した「レズっ娘クラブ」グループの経営は、当作が話題になったことによって持ち直した。2年で客数は4倍に伸びたという。「レズっ娘クラブ」は2018年に法人化、2019年に東京進出し、2020年時点で東京・大阪で計3店舗を構える「業界のトップランナー」になっている。

## 利用者

### 利用者の性自認
先述の通り、レズビアン風俗を利用する客層はレズビアンを自認する女性に限定されない。御坊によれば、経営する店舗の利用者を対象としたアンケートで利用者のセクシャリティについて以下の結果が得られた。
| レズビアン     | 16％ |  |
| バイセクシャル | 79％ |  |
| わからない     | 1％  |  |
| 無回答         | 4％  |  |

アンケート結果には現れていないが、異性愛者で男性の恋人、あるいは夫がいながら利用する利用者も存在するという。「ティアラ 大阪店」キャストのゆうによれば、「セクシャリティがわからないのに、レズ風俗を利用するのは失礼ではないか」「レズ風俗を利用してしまうと、レズビアンかバイセクシャルになってしまうのではないか」という利用者の悩みについて、これらを否定したうえで、自己のセクシャリティは決めつける必要はなく、なりたい自分になることを優先すべきとしている。ゆうによれば、利用者の内訳としては異性愛者が多く男性のパートナーがいる利用者も少なくない。さらに利用を通じてレズビアンを自覚する人もいればレズビアンではないと自覚する人もいる。「シェアカノ」キャストのあきらは、AbemaTV『給与明細』（#収入でも言及）で客層について、「本当にゴリゴリのレズビアンの方は少ない」とした上で、性自認が不確定で「女性とするのが初めて」という利用者も多いと発言している。橘によれば、「Relieve」の利用者は自身の苦悩をきっかけに来店し、落ち着くと「卒業」していく人が多い。リピーターになる割合は高いが、それでも利用者はだいたい1年ほどの間で入れ替わるという。

### 利用動機
ライターの大木亜希子による利用者への取材（『MILK』の執筆取材）によれば、レズビアン風俗のサービス内容は性的行為に限定されず、性欲というよりは「癒し」を求めて訪れる利用客も多い。また性欲の側面についても、男性には理解できない、快楽による性的な満足感を得られるのだという。橘によれば、いつか好きな人ができて結婚するかもしれないから、性的な行為を経験しておきたいとする利用者も存在する。こういった感覚について橘は「性行為がコミュニケーションの一環として捉えられづらい土壌が日本にあるように思う」と指摘する。また、男性から暴力を振るわれたなどのトラウマを持っていたり、男性身体に恐怖を感じていたりする利用者も存在し、キャストが女性であることよりも男性でないことが大事だと考える利用者層も存在するという。
AbemaTV『Wの悲喜劇～日本一過激なオンナのニュース』で銀座「しらゆりの会」の椎菜は、セクシャリティへの悩みから自分の性事情をはっきりさせたくて利用する客は多いと説明。既婚（現行法上において。すなわち、夫がいる）の利用者からは、生理前の症状で夫が無理解な部分に共感して欲しい、夫では満たされない部分を満たして欲しい、といった需要があると説明している。当番組でMCを務めるSHELLYが「（相手が）女性だと浮気じゃないという感覚がありそうですね」と感想をもらすと、椎菜は男性と浮気するのは恐怖心があっても、女性相手なら男性と浮気するよりもリスクが少ないと、利用者の心情を説明している。

### 利用は「浮気」か
利用者には既婚者も含まれる。法律用語で浮気は「不貞行為」と言う。1973年（昭和48年）の最高裁判所の判例の解釈によっては、不貞行為について同性が相手であっても成立すると言える。しかし、この判例はあくまで異性との性交渉を想定したものである。ただ、当時とLGBTに対する見方も変わってきていることを踏まえ、弁護士の田上嘉一は「配偶者が同性の恋人と性的関係を持っていたから離婚したい」という相談があれば、まずは配偶者の同性の恋人との性的関係を「婚姻を継続しがたい重大な理由」と主張し、併せていまの時代では同性間であろうと不貞行為にあたると主張するようにアドバイスする、としている。田上によれば、法律は風俗店の従業員を相手にした行為と恋人などとの行為を区別して判断しない。

## キャスト
風俗店の女性従業員は一般に「風俗嬢」と呼ばれる。利用者が女性であってもこの呼称は変わらない。本項では「キャスト」として言及している。

### キャストの性自認
御坊によれば、レズビアンと自称して入店して、男性と結婚することを理由に辞めるキャストもいれば、性自認が不明確で入店して、彼女が出来たことを理由に辞めるキャストもいるという。御坊は経営する店においてキャストがレズビアンかは重視していない。なお、御坊の経営する店ではキャスト同士の恋愛を厳禁としている。「シェアカノ」はレズビアンもしくはバイセクシュアルであることをキャストの要件としている。

### 収入
2021年3月15日のABEMA『給与明細』では、グラビアアイドルの徳江かながレズビアン風俗店の実態を探る様子が放送された。都内に4店舗を展開する女性専用レズビアン風俗「シェアカノ」本店には約50人のキャストが在籍し、中には月収160万円もの大金を稼ぐ人気キャストもいると紹介された。
ただし、社会状況に影響を受けやすいのは他の業態の風俗店と変わりない。2020年からの新型コロナウイルス感染症の拡大にあって、「レズっ娘クラブ」グループでは総額数百万円分のキャンセルがあった。また、グループが所属キャストを対象に行ったアンケート調査では、「現在、既に生活に困窮している」「1か月以内に困窮しかねない」と答えたキャストはグループ全体の41.7％に上った。橘も新型コロナウイルス感染症の拡大の影響を受け、月間の売上が5割から7割ほど下ったとしている。

## サービス内容
サービス内容は、性交渉から添い寝・デートまで幅広い。また、「レズっ娘クラブ」グループ系列店の「レズ風俗レズ鑑賞クラブティアラ」の「レズ鑑賞コース」では、女性キャストが全裸で性交渉する様子を、女性客だけでなく男性客も鑑賞できる。このような、レズビアン風俗の「男性向けサービス」には一部で批判もある。

## 法律

### 風営法
日本において、風営法によって届け出をして、規則に従った運営をしていれば風俗店の経営に法的問題は生じない。ただし、弁護士の田上嘉一によれば同性向け風俗は「法の抜け穴」になっている。風俗店の営業は法律上「性風俗関連特殊営業」と言い、営業については店舗のサービス内容ごとに風営法2条5項から10項で定められている。しかし、風営法は基本的に異性を対象とした性的なサービスを想定しているために、同性向け風俗店については現行法の対象外ということになる。よって、法律上の届け出などは不要ということになるが、男性の利用を見据えて届け出を出している店が多い。御坊は開業にあたって風営法の届け出をしたという。

### 不貞行為
法律的な見解では、既婚者の利用は「不貞行為」になる場合がある。

## 問題
御坊は、「レズ風俗店」の看板を掲げて女性にサービスする人員として女性キャストを求人しながら男性客への性サービスを強要する「ダミー店」の存在に警鐘を鳴らしている。「レズ風俗」という言葉が一般化した2010年代後半からは便乗する悪質店も増えたという。
永田カビは2017年のTwitterへの投稿で、自身のマンガ作品を見てレズ風俗店（永田がレポートした店舗とは別の店舗）へ行き、面接と偽っての性的被害に遭った人がいることを報告している。

## 関連作品

### コミック

#### コミックエッセイ
- 永田カビ『さびしすぎてレズ風俗に行きましたレポ』イースト・プレス、（2016年6月23日初版発行、2016年6月30日電子書籍発行）、ISBN 9784781614427

#### 創作作品
- 岩見樹代子・大沢やよい・片倉アコ・コダマナオコ・ななつ藤・焔すばる・ましまる・蓮城はに『レズ風俗アンソロジー』一迅社 、（2019年4月26日発売）、ISBN 4758079307
- 相川りょう・井原リオ・岩見樹代子・川浪いずみ・せきはら・ななつ藤・焔すばる・みんたろう『レズ風俗アンソロジー リピーター』一迅社、（2019年11月29日発売）、ISBN 4758079943
- 岩見樹代子・うえした・大沢やよい・げしゅまろ・なもり・焔すばる・みんたろう・merryhachi『レズ風俗アンソロジー プレミアム』一迅社、（2020年11月30日発売）、ISBN 4758021848
- 天野しゅにんた『愛されてもいいんだよ』講談社
  1. （2021年5月13日発売）ISBN 4065234069
  2. （2021年8月12日発売）ISBN 4065244536
  3. （2021年11月12日発売）ISBN 4065261244
  4. （2022年4月13日発売）ISBN 4065270774
- 伊月クロ『彩純ちゃんはレズ風俗に興味があります！』一迅社
  1. （2021年5月18日発売）ISBN 4758022496
  2. （2022年1月18日発売）ISBN 4758023549
  3. （2022年9月15日発売）ISBN 4758024537
  4. （2023年5月17日発売）ISBN 4758025398
  5. （2024年5月17日発売）ISBN 4758027048

### エッセイ
- 御坊『すべての女性にはレズ風俗が必要なのかもしれない。』WAVE出版、（2018年2月21日）、ISBN 4866211253
- 橘みつ『レズ風俗で働くわたしが、他人の人生に本気でぶつかってきた話』河出書房新社、（2020年5月23日）ISBN 430902890X

### 小説
- 大木亜希子『MILK』小説現代2021年7月号（2021年6月22日発売）掲載